# 徹底的に愛は…
『徹底的に愛は…』（てっていてきにあいは）は、TBS系列の金曜ドラマ枠で1993年10月15日から12月24日まで放送されたテレビドラマ。全11話。

## 概要
惚れっぽくて恋をしたらまっしぐら、見返りも求めず失恋も恐れず、泣いても泣いても懲りない、本能に生きる女性のなりふり構わない生き方。
YOSHIKI作曲の主題歌「今を抱きしめて」は、主演の仙道敦子と吉田栄作からなるデュオ「NOA」が歌った。当初の台本では日本でストーリーが始まる設定であったが、日本に帰る時間が取れないYOSHIKIと、ドラマ撮影以外の時間が取れない吉田栄作ら出演者のスケジュールの制約から、YOSHIKIのスタジオがあるロサンゼルスでストーリーが始まる設定に台本が書き換えられ、レコーディングと並行して撮影が開始された。

## キャスト
安達純子：仙道敦子
外務省渡航課勤務。
中原論平：吉田栄作
外務省邦人保護課勤務。
佐伯てるの：原田貴和子
外務省南大洋課勤務。論平の恋人。
有吉浩一郎：内藤剛志
外務省南大洋課首席。純子の不倫相手。
有吉三和：山村美智子
浩一郎の妻。大物政治家の娘。
安達律子：西尾まり
河野俊男：立川利明
外務省勤務。
岩崎万里子：寺田玲
森下哲二：中野英雄
商社勤務。
中原美代子：内田あかり
論平の育ての母。平吉の後妻。
中原平吉：いかりや長介
論平の父。一流ホテルのコック。

## テーマ曲
- 主題歌「今を抱きしめて」NOA
- 挿入歌「だからって…」サンディー・ラム

## スタッフ
- 脚本 - 大石静
- 音楽 - 「Amethyst」YOSHIKI
- プロデュース - 遠藤環
- 演出 - 遠藤環、金子与志一、森山享、片山修

## 放送日程
| 各話   | 放送日         | サブタイトル                      | 演出       |
| ------ | -------------- | --------------------------------- | ---------- |
| 第1話  | 1993年10月15日 | 好きになりました                  | 遠藤環     |
| 第2話  | 1993年10月22日 | 言い出せなかった                  | 遠藤環     |
| 第3話  | 1993年10月29日 | 諦められなくて                    | 金子与志一 |
| 第4話  | 1993年11月05日 | 都合のわるい女                    | 金子与志一 |
| 第5話  | 1993年11月12日 | えっ⁉︎                             | 森山亨     |
| 第6話  | 1993年11月19日 | 純な恋への警告①                   | 森山亨     |
| 第7話  | 1993年11月26日 | 警告②そして別離①                  | 遠藤環     |
| 第8話  | 1993年12月03日 | 中途半端の代償                    | 片山修     |
| 第9話  | 1993年12月10日 | そして、結ばれた                  | 金子与志一 |
| 第10話 | 1993年12月17日 | 想いを重ねた後で                  | 森山亨     |
| 最終話 | 1993年12月24日 | Xマスイブの夜に感動的なプロポーズ | 遠藤環     |